# Anwendungsfalldiagramm
| Strukturdiagramme der UML      |
| ------------------------------ |
| Klassendiagramm                |
| Komponentendiagramm            |
| Kompositionsstrukturdiagramm   |
| Objektdiagramm                 |
| Paketdiagramm                  |
| Profildiagramm                 |
| Verteilungsdiagramm            |
| Verhaltensdiagramme der UML    |
| Aktivitätsdiagramm             |
| Anwendungsfalldiagramm         |
| Interaktionsübersichtsdiagramm |
| Kommunikationsdiagramm         |
| Sequenzdiagramm                |
| Zeitverlaufsdiagramm           |
| Zustandsdiagramm               |

Ein Anwendungsfalldiagramm (engl. use case diagram), auch Nutzfalldiagramm, ist eine der Diagrammarten der Unified Modeling Language (UML), einer Sprache für die Modellierung der Strukturen und des Verhaltens von Software- und anderen Systemen. Es stellt Anwendungsfälle und Akteure mit ihren jeweiligen Abhängigkeiten und Beziehungen dar.
Das Anwendungsfalldiagramm ist seit UML 2 ein Verhaltensdiagramm. Es stellt das erwartete Verhalten eines Systems dar und wird deshalb dafür eingesetzt, die Anforderungen an ein System zu spezifizieren.
Ein Anwendungsfalldiagramm stellt keine Ablaufbeschreibung dar. Diese kann stattdessen mit einem Aktivitäts-, einem Sequenz- oder einem Kollaborationsdiagramm (ab UML 2.x Kommunikationsdiagramm) dargestellt werden.

## Elemente

Der Systemkontext wird durch Systemgrenzen in Form von Rechtecken gekennzeichnet.
Akteure werden als „Strichmännchen“ dargestellt, welche sowohl Personen wie Kunden oder Administratoren als auch ein System darstellen können.
Anwendungsfälle werden in Ellipsen dargestellt. Sie müssen (z. B. in einem Kommentar oder einer eigenen Datei) beschrieben werden.

## Beziehungen

Assoziation / Kommunikation von Akteur und Anwendungsfall.
Multiplizität von Akteur und Anwendungsfall, wobei die Voreinstellung des Akteurs 1 ist.
Generalisierung von Anwendungsfällen.
Generalisierung von Akteuren.
Include-Beziehung im Anwendungsfalldiagramm, wobei Anwendungsfall A den Anwendungsfall B beinhaltet.
Extend-Beziehung im Anwendungsfalldiagramm, wobei Anwendungsfall A den Anwendungsfall B erweitert.
Extend-Beziehung mit extension point, wobei Anwendungsfall A den Anwendungsfall B unter der angegebenen Bedingung erweitert.
Anwendungsfall mit extension point.

## Beispiele

Das Schlüsselwort im Kopfbereich ist use case. Das Anwendungsfalldiagramm in der Abbildung links ist in einen Kopf- und in einen Inhaltsbereich getrennt und mit einem Rahmen umschlossen, so wie es die UML2 neu für alle Diagramme vorsieht.
Ein komplexeres Anwendungsfalldiagramm, das die Beziehungen zwischen dem Akteur Benutzer und dem System Multimediasystem festhält. Ein Benutzer ist an vier Anwendungsfällen interessiert, die ihrerseits untereinander in Beziehung stehen. Musik-CD erstellen ist der komplexeste Anwendungsfall, weil er zwei andere Anwendungsfälle importiert und optional durch einen dritten, CD beschriften, erweitert wird.

## Unterschiede zur UML 1.x
Das Anwendungsfalldiagramm wird in der UML2 neu als Verhaltensdiagramm und nicht mehr als Strukturdiagramm eingestuft. Des Weiteren müssen Akteure nun einen Namen haben und die Vorbedingungen der jeweiligen extension points müssen per Notiz an die entsprechende Erweiterungsbeziehung angehängt werden.